# Грб Макаа
Грб Макаоа је званични хералдички симбол ове специјалнe административнe области Народне Републике Кине. Грб има облик амблема и у употреби је од 20. децембра 1999. године, након предаје власти Кини од Португалије. 
Састоји од лотосовог цвета у средини испод којег се налази стилизовани мост и река беле боје. Изнад лотосовог цвета је пет жутих звезда. Око грба је написан назив Макао на португалском и кинеском језику.

## Историја
Грб који је користила Португалија био је у европском стилу:
Први грб Макао јавља се на крају 19-ог века. То је штит беле боје, у средишту штита налазио се грб Португалије око ког је било исписано на португалском Cidade do nome de Deus, não há outra mais Leal.
Грб је доживео реформу  1935. год. Садржао је змаја  који је преузет са заставе Царске Кине.
На задњој слици је приказан мали грб, који је коришћена на новчаницама , кованом новцу, маркицама , службеним документима и појављује се на фасади "Banco Nacional Ultramarino" у Лисабону .
- Први грб
- Други грб
- Трећи грб, 8 мај 1935. - 11 јун 1951.
- Четврти грб,  11 јун 1951 - 1976.
- Поједностављени грб 1976. - 20 децембар 1999.
- Мали грб (1935-1999)